# Šime Vulin
Šime Vulin (Sebenico, 4 agosto 1983) è un pallavolista croato.
Gioca nel ruolo di centrale nel Gymnastikos Athlītikos Syllogos Pamvochaïkos.

## Carriera
La carriera di Šime Vulin inizia in Croazia nelle giovanili dell'Odbojkaški Klub Šibenik, prima di passare all'HAOK Mladost, dove rimane per dieci anni. Con la squadra di Zagabria vince quattro campionati e cinque coppe nazionali croate, esordendo anche nelle competizioni europee. Entra a far parte della nazionale croata nel 2002, partecipa a diversi tornei internazionali, vincendo la medaglia d'argento all'European League del 2006.
Nella stagione 2006-07 arriva nel campionato italiano, dove rimane per tre anni nella formazione del Taranto Volley. Nella stagione successiva torna nel massimo campionato croato, prima nel MOK Zagabria e poi nell'Odbojkaski Klub Varaždin. Gioca poi per una stagione nella squadra olandese del Lycurgus, prima di trasferirsi in Egitto allo Zamalek Volleyball Sporting Club.
Dalla stagione 2012-13 gioca nel campionato francese, dove veste le maglie di Gazélec Football Club Ajaccio Volley-Ball, per poi essere ceduto a campionato in corso all'Association Sportive Orange Nassau. Nella stagione seguente gioca nella Volley League greca col Gymnastikos Athlītikos Syllogos Pamvochaïkos.

## Palmarès

### Club
- Campionato croato: 4

2000-01, 2001-02, 2002-03, 2005-06
- Coppa di Croazia: 5

2000-01, 2001-02, 2002-03, 2003-04, 2004-05

### Nazionale (competizioni minori)
- European League 2006